# أنجي تشيو
أنجي تشيو (بالصينية: 趙雅芝) هي ممثلة صينية، ولدت في 15 نوفمبر 1954 في هونغ كونغ في الصين.

## وصلات خارجية
- أنجي تشيو على موقع IMDb (الإنجليزية)
- أنجي تشيو على موقع ميوزك برينز (الإنجليزية)
- أنجي تشيو على موقع قاعدة بيانات الفيلم (الإنجليزية)